# تبر طلایی ۲
تبر طلایی ۲ (به انگلیسی: Golden Axe II) یک بازی ویدئویی به سبک بیتم آپ با زاویه دید از پهلو است که نخست توسط سگا در دسامبر ۱۹۹۱، برای کنسول سگا جنسیس ساخته و منتشر شده‌است. این بازی دنبالهٔ نسخه کنسول خانگی بازی محبوب تبر طلایی، و دومین قسمت اصلی از مجموعه بازی‌های تبر طلایی به‌شمار می‌رود، اگرچه نسخه آرکید دنباله مختص به خود تحت عنوان تبر طلایی: انتقام دِث اَدر را داشت که در سال ۱۹۹۲ عرضه شد. تبر طلایی ۲ بعدها در عنوان گردآوری نهایی جنسیس سونیک برای کنسول‌های پلی‌استیشن ۳ و اکس‌باکس ۳۶۰، و نسخه‌ای سازگار شده از آن برای آی‌اواس در دسترس قرار گرفت.

## داستان
سه شخصیت اصلی نسخه اول بازی تبرطلایی یعنی، اَکس بتلر، تیریس فلر و گیلیوس تاندر هِد در تبرطلایی ۲ به بازی برگشته اند تا  با شکست دادن خاندان شرور جدید ، که تحت  رهبری Dark Guld است، مردم سرزمین را نجات داده و تبر طلایی را که در اختیار اوست پس بگیرند. این بازی در مجموع دارای هفت مرحله است: شش مرحله پیمایشی و مرحله پایانی نبرد نهایی  مقابل دشمن اصلی  بازی Dark Guld.

## بازتاب ها
| گردآورنده  | امتیاز   |
| ---------- | -------- |
| گیم‌رنکینگز | SMD: 66% |

| ناشر     | امتیاز |
| -------- | ------ |
| Mega     | 92%    |
| MegaTech | 67%    |

## نوشتارهای مرتبط
- تبر طلایی
- تبر طلایی ۳
- شورش در شهر - یک مجموعه بازی مشابه